# Xpeng X9
La Xpeng X9 è una autovettura elettrica prodotta dalla casa automobilistica cinese Xpeng a partire dal 2024.

## Contesto
La vettura si basa sulla piattaforma SEPA 2.0 ed ha tre file di sedili con 7 posti in una configurazione 2-2-3. Il coefficiente di resistenza aerodinamica è 0,227. Le batterie della X9 sono due: un pacco batteria al litio ferro fosfato (LFP) da 84,5 kWh fornito dalla Eve Energy e un pacco batteria NMC da 101,5 kWh della CALB. La piattaforma SEPA 2.0 della Xpeng X9 supporta la ricarica a 800 V, consentendo di aggiungere 300 km di autonomia in circa 10 minuti di ricarica. A seconda delle diverse combinazioni di batteria e motore elettrico, la X9 ha 610 km, 640 km e 702 km di autonomia.
Annunciata a fine ottobre 2023, il 17 maggio l'XPeng X9 ha fatto il suo debutto ufficiale a Hong Kong insieme alla crossover SUV Xpeng G6.